# Panteó (arquitectura)

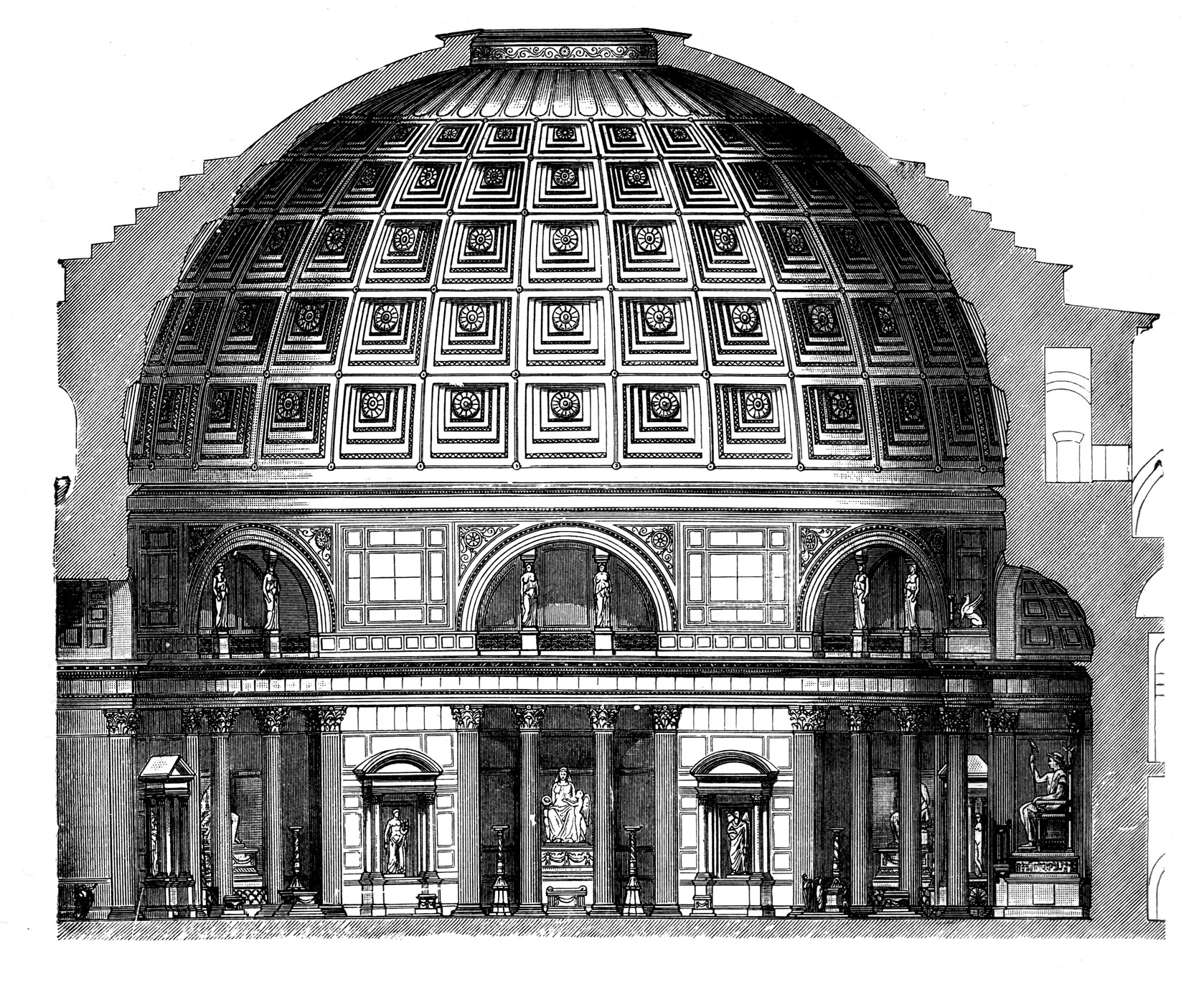
Dibuix del panteó de Roma.

Un panteó (del grec pan (παν) 'tot', i theós (θεός) 'déu') o pantèon és un temple o edifici sagrat dedicat a tots els déus d'una religió politeista particular, atès que, en grec, el conjunt de déus s'anomena també panteó. A partir del segle xvi, aquest significat s'ha estès i ha estat usat en un sentit secular, referint-se a un grup de gent exaltada per un poble, una dinastia o un estat.
Entre els panteons més cèlebres de l'actualitat hi ha edificis com:
- El Panteó de Roma, construït originalment al segle ii com un temple per a tots els déus romans, i usat com a església cristiana des del segle VII. La seva façana amb columnes i la seva enorme cúpula van servir de model a tots els altres panteons construïts des del Renaixement.
- El Panteó de París, un edifici del segle xviii usat actualment com a lloc de sepultura per a personatges francesos famosos.
- El Panteó de Londres, un edifici del segle xviii usat actualment com a teatre.
- El Panteó Nacional de Veneçuela, un edifici del 27 de març de 1774, considerat com el més elevat altar de Veneçuela, on es conserven les restes de personatges destacats de la història del país.
- Panteó de Marins Il·lustres de Cadis, del segle xviii
- Panteó d'Homes Il·lustres de Madrid, del segle xix
- Panteó de la Pàtria i de la Llibertat Tancredo Neves de Brasília, de 1986
- Panteons i tombes de sobirans a Amèrica
- Panteons i tombes de sobirans a Itàlia
- Panteons i tombes de sobirans a Roma
- Panteons i tombes de sobirans als Països Catalans

Per extensió, s'anomena panteó familiar una edificació funerària, normalment en un cementiri, on reposen les restes dels difunts d'una família o grup determinat. Probablement l'assimilació del terme panteó a aquest ús provingui de la primitiva religió romana, on els esperits dels avantpassats eren considerats com a «déus domèstics». Una altra versió indica que el seu origen rauria en el cèlebre artista Rafael, que va demanar ser enterrat al Pantèon de Roma.